# Gröna markattor
Gröna markattor (Chlorocebus) är ett släkte med primater i familjen markattartade apor. De lever i stora delar av Afrika söder om Sahara och vistas delvis på marken. De förekommer i stora grupper med en komplex hierarki. Tidigare räknades alla populationer till samma art men idag skiljs vanligen mellan sex arter.

## Utseende
Djurens rygg är grågrön, och buken samt en krans av hår kring ansiktet, är gulvit. Själva ansiktet saknar hår och är svart. Gröna markattor når en kroppslängd mellan 35 och 65 centimeter och därtill kommer en 30 till 70 centimeter lång svans. Vikten ligger mellan 2,5 och 9,0 kilogram. Hannar är något större än honor. Hannarnas genitalier har en kännetecknande färgsättning då deras scrotum är blå och penisen röd.

## Utbredning
Dessa primater förekommer i Afrika söder om Sahara. Utbredningsområdet sträcker sig från Senegal över Etiopien till Sydafrika. Arten Chlorocebus sabaeus förekommer även på Saint Kitts och andra öar i Västindien dit den introducerades samtidigt med afrikanska slavar.

## Ekologi

### Habitat
I motsats till de egentliga markattorna är gröna markattor inte bundna till skogen utan lever även på savannen. Å andra sidan behöver de dricka varje dag och vistas därför alltid i närheten av floder eller insjöar. De är ganska flexibla vad gäller habitat men undviker alltför täta skogar och områden som helt saknar träd.
Trots att de har en god förmåga att klättra i träd vistas gröna markattor ofta på marken. De använder träden främst som gömställe och viloplats. De är dagaktiva, främst tidigt på morgonen och sent på eftermiddagen eller kvällen.

### Social struktur
Dessa primater lever i stora grupper med upp till 75 individer som består av honor, deras ungar och ett fåtal adulta hannar. I flocken finns en tydlig hierarki. Dominanta hannar och honor får äta först och får sin päls vårdad av individer med lägre status. Medan unga hannar är tvungna att lämna gruppen när de blir könsmogna stannar honor vanligen i flocken. Grupperna har ett revir som är 0,1 till 1 kvadratkilometer (15 till 170 hektar) stort. Gröna markattor har flera olika läten för att varna andra grupper, leta efter gruppmedlemmar eller varna för fiender. Hannar visar ibland upp sina påfallande könsdelar för att markera sin status i gruppen.

### Föda
Gröna markattor är allätare och livnär sig huvudsakligen av gräs och frukt men äter även insekter, krabbor och små ryggradsdjur som fåglar och deras ägg.

### Fortplantning
Varje hanne parar sig med flera honor beroende på social status. Ungarna tas om hand av honorna, men inte alltid av modern utan även av andra honor i flocken. Efter dräktigheten, som varar i cirka 160 dagar (5,5 månader), föder honan vanligen en unge. Födelsen sker oftast kort före regntiden, när tillgång till föda är bättre. Efter ungefär 8 månader slutar honan att ge di och efter 2 till 3 år är ungen könsmogen.

### Nativitet och naturliga fiender
Naturliga fiender utgörs är kattdjur, babianer, schakaler, hyenor, rovfåglar och större ormar. Livslängden kan vara upp till 30 år, men de flesta dör innan de är 13 år gamla.

## Gröna markattor och människan
På karibiska öar där gröna markattor blev introducerade kan relationen med människan vara problematisk. På Barbados anser många bönder att de är skadedjur som förstör grödor. En grön markatta tros att under Halloween 2006 ha orsakat ett strömavbrott som drabbade hela ön. Apan klättrade tidigt på morgonen på en elstolpe och skadade en 11 000 till 24 000 volt kraftledning.
I Afrika är gröna markattor sedan 1950-talet föremål för intensiv forskning. Celler från deras vävnader används bland annat i vaccin mot polio. Med hjälp av andra celler från vävnaden som täcker apornas njure undersöks infektionssjukdomar och immunförsvaret. De används även vid forskning kring sjukdomarna högt blodtryck och AIDS eftersom de, utöver människan, är de enda primater som naturligt kan få högt blodtryck och drabbas av viruset (SIV) som är ett förstadium till humant immunbristvirus (HIV). Viruset är vanligt förekommande i vilda populationer.

### Status och hot
Gröna markattor har ett stort utbredningsområde och är mindre känsliga för mänsklig påverkan än många andra primater. Ibland förekommer de i områden med odlingar och betraktas då som skadedjur. I viss mån jagas de för köttets skull men allmänt bedöms de som mindre hotade. IUCN kategoriserar Chlorocebus djamdjamensis som sårbar (VU) och övriga arter som livskraftiga (LC).

## Systematik

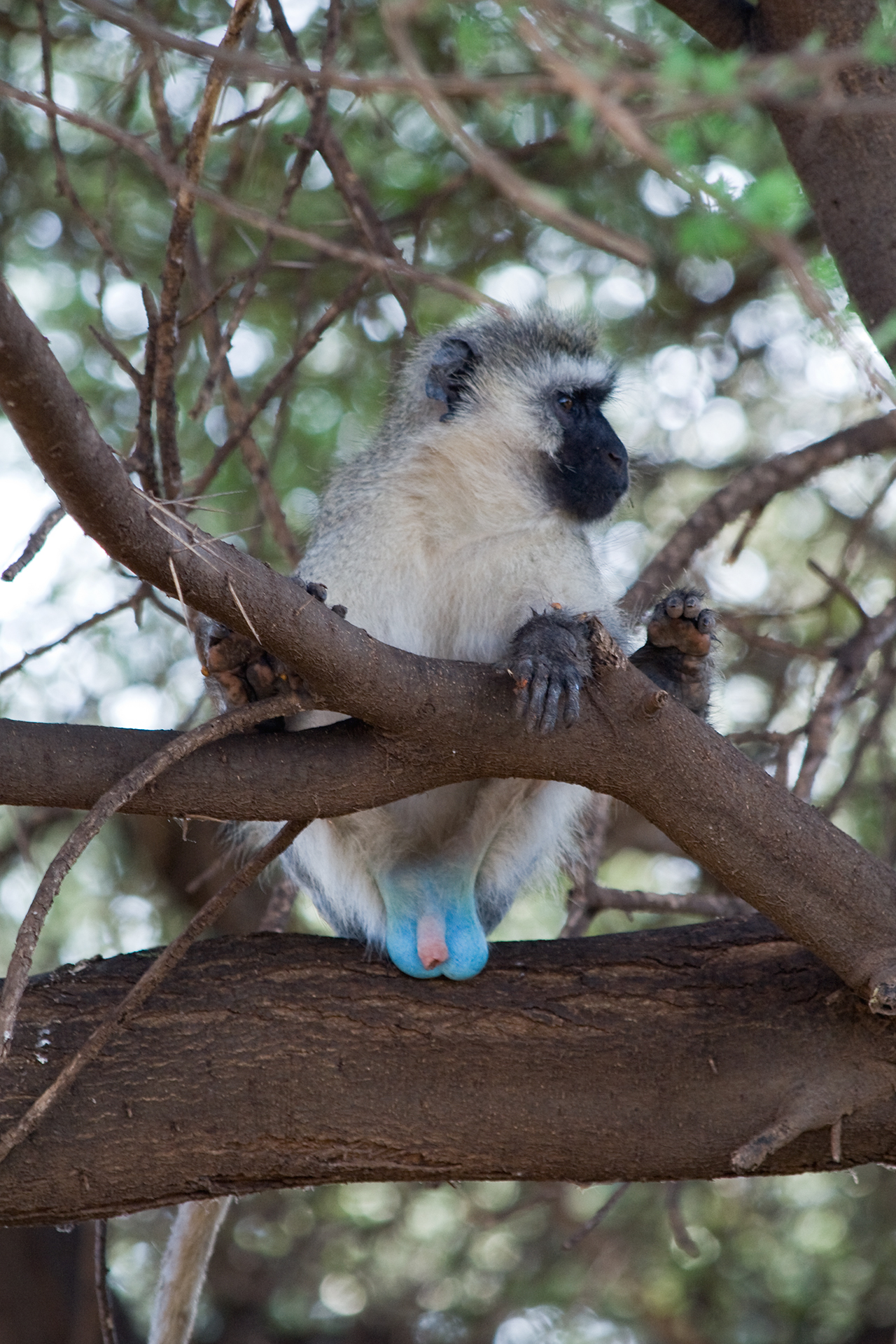
Hanne av Chlorocebus pygerythrus. Notera de tydligt färgade genitalierna.

Tidigare fördes de gröna markattorna till samma släkte som de egentliga markattorna (Cercopithecus). Dessutom kategoriserades alla populationer som en enda art men idag skiljs vanligen mellan sex arter:
- Chlorocebus aethiops - finns i Etiopien, Eritrea och Sudan.
- Chlorocebus cynosuros - lever i sydvästra Afrika.
- Chlorocebus djamdjamensis - kännetecknas av långa mörka hår, endemisk för Etiopien.
- Chlorocebus pygerythrus - förekommer i stora delar av södra och östra Afrika.
- Chlorocebus sabaeus - har sitt ursprungliga utbredningsområde i västra Afrika, från Senegal till Burkina Faso och Ghana.
- Chlorocebus tantalus - finns i centrala Afrika från Ghana till Kenya.